# Christelijk-Sociale Partij (Oostenrijk)

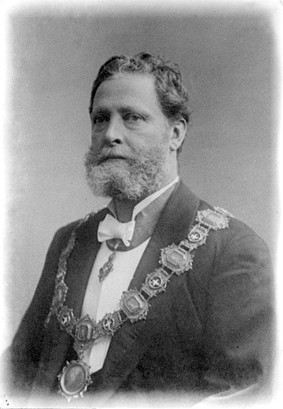
Karl Lueger, medeoprichter van de Christelijk-Sociale Partij

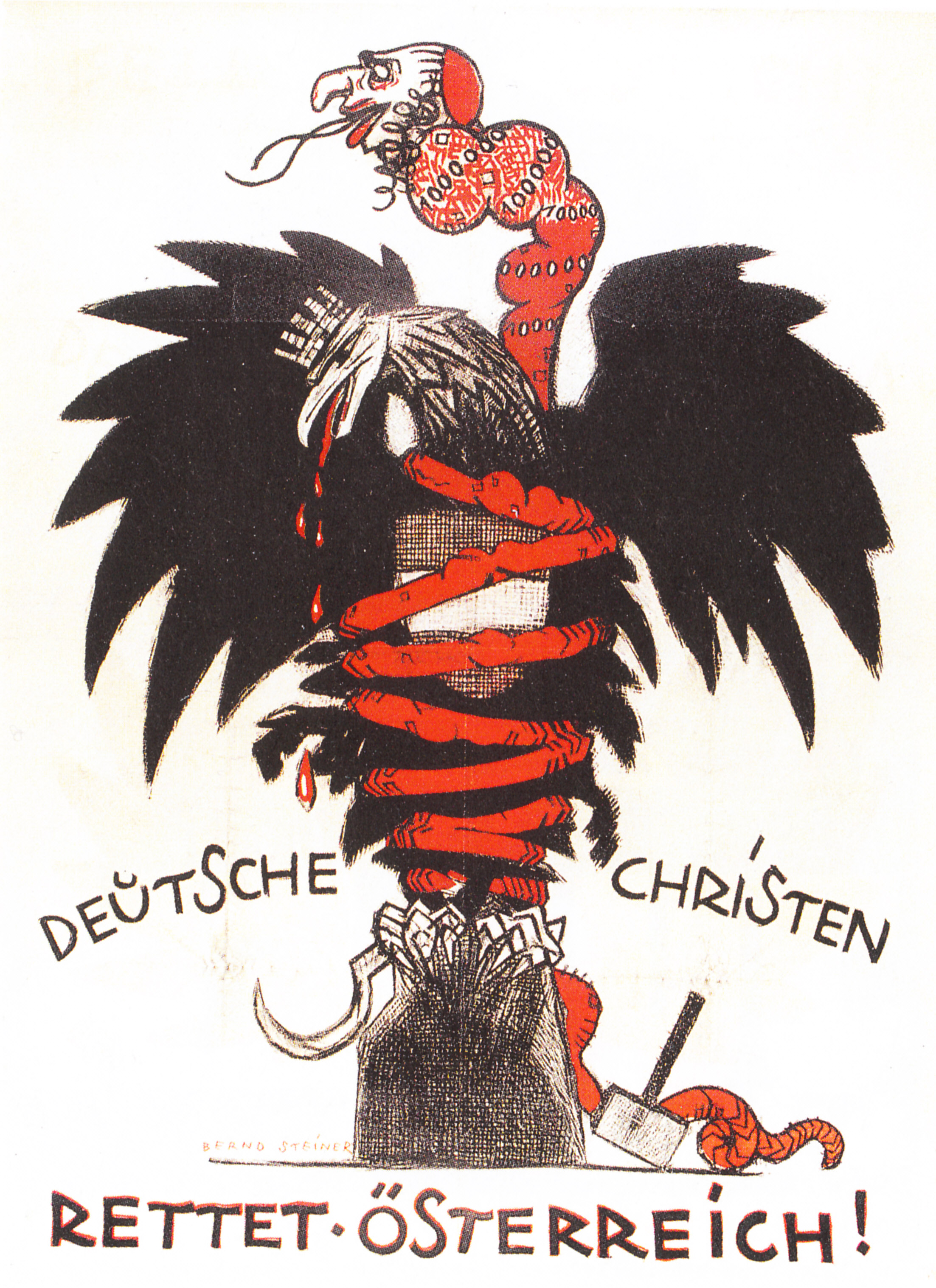
Antisemitisch verkiezingsaffiche van de Christelijk-Sociale Partij: Jodendom en socialisme worden op één lijn gesteld. De Joods/socialistische slang wurgt de Oostenrijkse adelaar.

De Christelijk-Sociale Partij, afgekort CS of CSP, Duits: Christlichsoziale Partei, was een politieke partij in het voormalige Oostenrijk-Hongarije en in de Eerste Oostenrijkse Republiek, dus in het huidige Oostenrijk. De partij volgde de leer van de Rooms-Katholieke Kerk.

## Geschiedenis

### Oprichting
De Rooms-Katholieke geestelijke Franz Martin Schindler schreef aan het einde van de tachtiger jaren van de 19e eeuw een programma voor een "christelijk-sociale beweging". Deels gebaseerd op Schindlers' programma en geïnspireerd op het gedachtegoed van Karl von Vogelsang werd in 1893 door Karl Lueger (1844-1910) de Christelijk-Sociale Partij opgericht. 
Oostenrijk was toen nog Cisleithanië, het Oostenrijkse deel van de Oostenrijk-Hongarije.

### Periode voor de Eerste Wereldoorlog
De Christelijk-Sociale Partij oriënteerde zich vooral op de kerk, er waren veel geestelijken lid van de partij, waaronder mgr. Ignaz Seipel, de latere Bondskanselier van Oostenrijk. De CS was voorstander van de monarchie, De partij richtte zich op de boerenbevolking en de kleinburgerlijke bevolking in de steden. De populaire Lueger, die burgemeester van Wenen was, slaagde erin een groot deel van de conservatieve Weense middenstand voor de partij te winnen. Lueger, die fel antisemitisch was, speelde op de heersende weerstand tegen de Joodse bevolking in, vooral tegen die in Wenen, maar ook op het verzet van de middenklasse tegen het opkomende socialisme.
De CS was desalniettemin sociaal georiënteerd. Vooral de linkervleugel van de partij onder leiding van prins Aloys von Liechtenstein was voorstander van sociale hervormingen en betaalbaar confessioneel onderwijs. Von Liechtenstein verwierf als sociaal hervormer het predicaat rode prins. Overigens was de invloed van de adel op de partij aanvankelijk niet al te groot. De meeste edelen waren lid van de Katholieke conservatieve partij of een van de kleinere liberale partijen. Na de fusie van de Christelijk-Sociale Partij en de Katholieke conservatieve partij in 1907 werd het adellijke element binnen de CS groter. De fusie was grotendeels het werk van Aloys von Liechtenstein. Er bestond binnen de CS ook een kleinere christendemocratische vleugel.
Haar aanhankelijkheid aan de monarchie en haar sympathie voor de staat Oostenrijk-Hongarije maakte dat de partij kon rekenen op de steun van het hof.
De Christelijk-Sociale Partij werd in 1907 bij de verkiezingen voor de Rijksraad de grootste partij. Deze positie verloor zij in 1911 aan de Sociaaldemocratische Partij van Oostenrijk, die van de invoering van het algemeen kiesrecht in Cisleithanië profiteerde.

### Tijdens het interbellum
Tijdens de Eerste Wereldoorlog steunde de Christelijk-Sociale Partij de keizer. Toen Oostenrijk-Hongarije eind 1918 afstevende op een nederlaag, stemde een meerderheid van de partijleden vóór de oprichting van Republiek Duits-Oostenrijk. Een meerderheid van de partijleden was echter tegen aansluiting bij Duitsland, zij waren tegen een Anschluss, en hechtte aan de Oostenrijkse onafhankelijkheid.
De Christelijk-Sociale Partij  bleef in het interbellum bestaan en maakte deel van de coalitiekabinetten met de SDAPÖ uit. Renner was tussen 1918 en 1920 Bondskanselier. Leden van de CS hadden zitting in de eerste moderne wetgevende macht van Oostenrijk. De coalitieregering viel in 1920 en sindsdien werden alle kabinetten in Oostenrijk tot 1934 door de CS geleid. Dat waren kabinetten met de Landbond en later met de extreemrechtse Heimwehr. De Heimwehr was extreemrechts en fascistisch, maar voor Oostenrijkse onafhankelijkheid. De toenadering door de CS tot deze organisatie vond na 1928 plaats als reactie op het zogenaamde 'rode gevaar' in Oostenrijk.
Engelbert Dollfuss werd in 1932 staatskanselier. Hij was lid van de CS, maar verbood in 1933 alle politieke partijen en richtte het Vaderlands Front VF op. Hij verving de Bondsrepubliek door de Standenstaat, de vorm vancorporatisme die tussen 1934 en 1938 in Oostenrijk bestond. Dollfuss zag het VF als logische opvolger van de CS en veel vroegere leden van de Christelijk-Sociale Partij sloten zich bij het Vaderlands Front aan. Dollfuss en zijn opvolger Kurt Schuschnigg stuwden Oostenrijk steeds meer in autoritaire richting, maar volgden tegelijkertijd een vastberaden onafhankelijkheidspolitiek ten opzichte van nazi-Duitsland, dat in 1938 ten slotte Oostenrijk annexeerde, waardoor de Anschluss toch een feit werd.
Na de Tweede Wereldoorlog ontstond in 1945 de Oostenrijkse Volkspartij, grotendeels een voortzetting van de CS en de Landbond.

## Vooraanstaande leden van de Christelijk-Sociale Partij
- Walter Breisky, Bondskanselier in 1922
- Karl Buresch, Bondskanselier 1931-1932
- Emmerich Czermak, laatste voorzitter 1929-1934 en antisemiet
- Engelbert Dollfuss, Bondskanselier 1932-1934, door nazi's  vermoord
- Otto Ender, Bondskanselier 1931-1932
- Viktor Kienböck, bondsminister van Financiën tussen 1922 en 1929)
- Aloys von Liechtenstein, voorzitter 1910-1918
- Karl Lueger, voorzitter 1893-1910 en burgemeester van Wenen 1897-1910
- Michael Mayr, Bondskanselier 1919-1921
- Heinrich Mataja, bondsminister van Buitenlandse Zaken 1924-1926
- Hans Pernter, bondsminister van Onderwijs 1936-1938 en verzetsstrijder in de Tweede Wereldoorlog
- Rudolf Ramek, Bondskanselier 1924-1926 en parlementsvoorzitter 1930-1933
- Richard Reisch, staatssecretaris van Financiën 1919-1920
- Richard Schmitz, burgemeester van Wenen 1934-1938
- Kurt Schuschnigg, Bondskanselier 1934-1938
- Mgr. Ignaz Seipel, Bondskanselier 1922-1924 en 1926-1929
- Fanny Starhemberg, lid van de Bondsraad 1920-1931
- Karl Maria Stepan, secretaris-generaal in Stiermarken en verzetsstrijder
- Ernst Streeruwitz, Bondskanselier 1929
- Josef Strobach, burgemeester van Wenen 1896-1897
- Carl Vaugoin, Bondskanselier 1930
- Karl Freiherr von Vogelsang, ideoloog en medeoprichter
- Richard Weiskirchner, burgemeester van Wenen 1913-1919

## Websites
- (de)  Karl von Vogelsang-Institut